# Chiriquia spinata
Chiriquia spinata är en insektsart som beskrevs av Günther, K. 1939. Chiriquia spinata ingår i släktet Chiriquia och familjen torngräshoppor. Inga underarter finns listade i Catalogue of Life.